# Bundesratswahl 1928
Am 13. Dezember 1928 fanden in der Schweiz die Gesamterneuerungswahlen des Bundesrates statt. Die beiden Kammern des neu gewählten Parlaments, die Vereinigte Bundesversammlung, wählten die Schweizer Regierung, den Bundesrat, für die von 1929 bis 1931 dauernde Amtszeit. Die Sitze wurden einzeln in der Reihenfolge des Amtsalters der Sitzinhaber bestellt. Nach dem Rücktritt von Bundesrat Ernest Chuard (FDP) kam es zu einer Ersatzwahl.

## Wahlen

### Erste Wahl (Sitz von Giuseppe Motta, KVP)

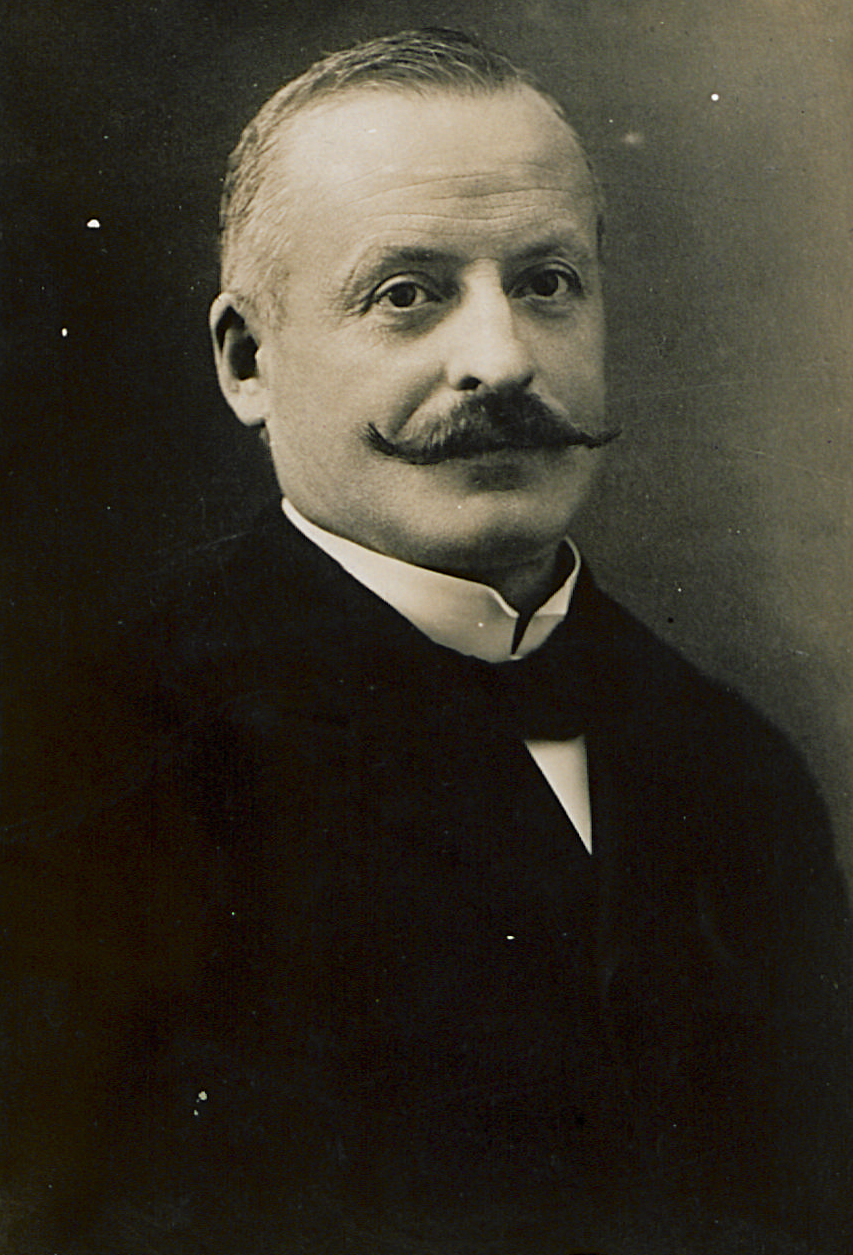
Giuseppe Motta (1916)

Giuseppe Motta (KVP) wurde am 14. Dezember 1911 in den Bundesrat gewählt. Er übernahm das Finanz- und Zolldepartement. 1920 wechselte er ins Politische Departement. Er stellte sich als amtsältester Bundesrat als erster zur Wahl.
|                         | 1. Wahlgang |
| ----------------------- | ----------- |
| ausgeteilte Wahlzettel  | 227         |
| eingegangene Wahlzettel | 223         |
| leer/ungültig           | 33/0        |
| gültig Total            | 190         |
| absolutes Mehr          | 96          |
| Giuseppe Motta          | 177         |
| Verschiedene            | 13          |

### Zweite Wahl (Sitz von Edmund Schulthess, FDP)

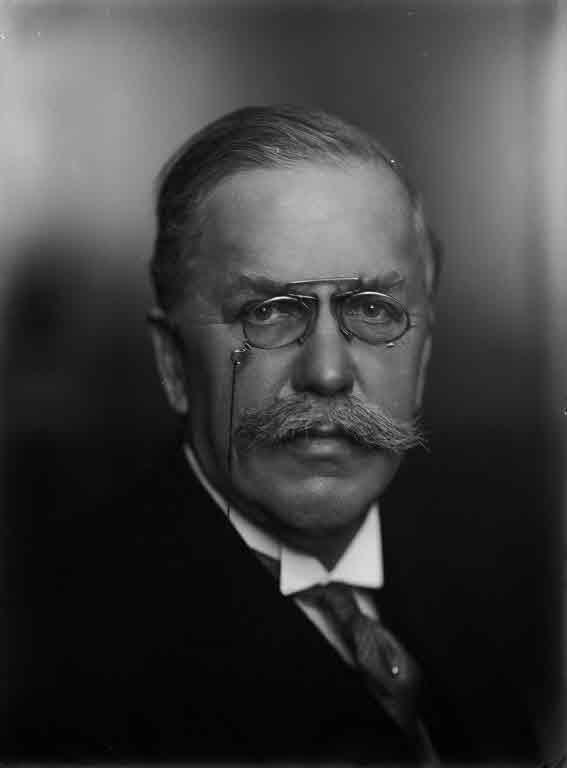
Edmund Schulthess (1935)

Edmund Schulthess (FDP) wurde am 17. Juli 1912 in den Bundesrat gewählt und war von 1912 bis 1940 Vorsteher des Volkswirtschaftsdepartements, das bis 1914 den Titel Handels-, Industrie- und Landwirtschaftsdepartement trug.
|                         | 1. Wahlgang |
| ----------------------- | ----------- |
| ausgeteilte Wahlzettel  | 232         |
| eingegangene Wahlzettel | 232         |
| leer/ungültig           | 17/0        |
| gültig Total            | 215         |
| absolutes Mehr          | 108         |
| Edmund Schulthess       | 184         |
| Verschiedene            | 31          |

### Dritte Wahl (Sitz von Robert Haab, FDP)

Robert Haab 1928/29

Robert Haab (FDP) wurde am 13. Dezember 1917 in den Bundesrat gewählt und war von 1918 bis 1929 Vorsteher des Post- und Eisenbahndepartements.
|                         | 1. Wahlgang |
| ----------------------- | ----------- |
| ausgeteilte Wahlzettel  | 232         |
| eingegangene Wahlzettel | 231         |
| leer/ungültig           | 30/0        |
| gültig Total            | 201         |
| absolutes Mehr          | 101         |
| Robert Haab             | 183         |
| Verschiedene            | 18          |

### Vierte Wahl (Sitz von Karl Scheurer, FDP)

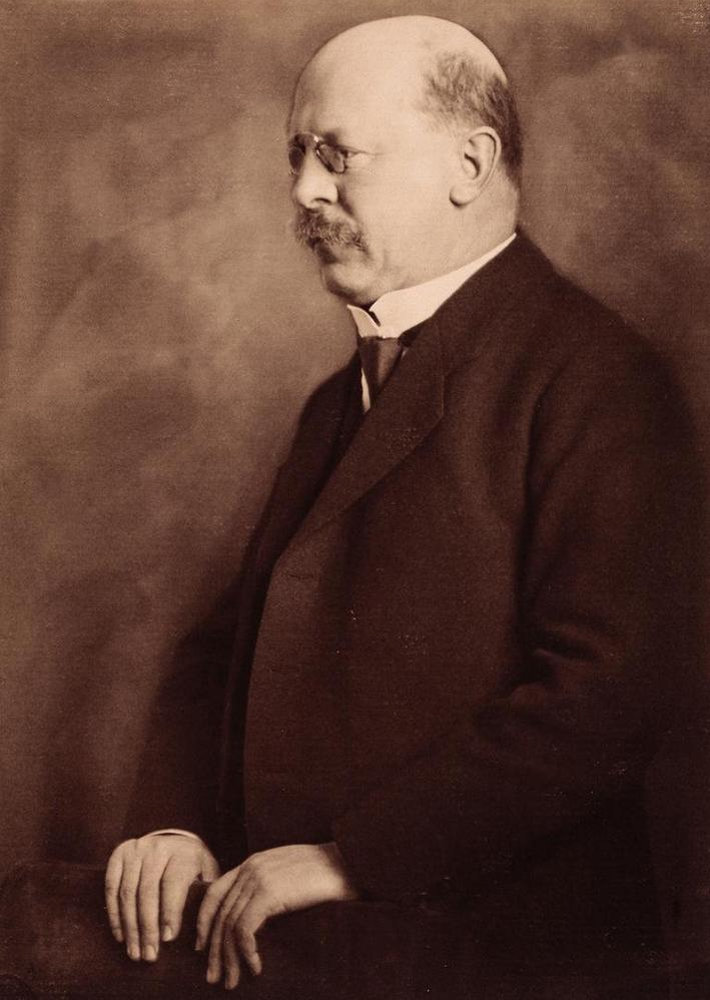
Karl Scheurer (ca. 1920)

Karl Scheurer (FDP) wurde am 11. Dezember 1919 in den Bundesrat gewählt. Er war von 1920 bis 1929 Vorsteher des Militärdepartements.
|                         | 1. Wahlgang |
| ----------------------- | ----------- |
| ausgeteilte Wahlzettel  | 226         |
| eingegangene Wahlzettel | 226         |
| leer/ungültig           | 36/0        |
| gültig Total            | 190         |
| absolutes Mehr          | 96          |
| Karl Scheurer           | 151         |
| Verschiedene            | 39          |

### Fünfte Wahl (Sitz von Jean-Marie Musy, KVP)

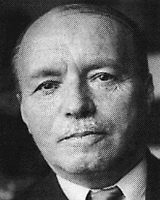
Jean-Marie Musy

Jean-Marie Musy (KVP) wurde am 11. Dezember 1919 in den Bundesrat gewählt. Er war von 1920 bis 1934 Vorsteher des Finanz- und Zolldepartements.
|                         | 1. Wahlgang |
| ----------------------- | ----------- |
| ausgeteilte Wahlzettel  | 230         |
| eingegangene Wahlzettel | 230         |
| leer/ungültig           | 23/4        |
| gültig Total            | 203         |
| absolutes Mehr          | 102         |
| Jean-Marie Musy         | 152         |
| Verschiedene            | 51          |

### Sechste Wahl (Sitz von Heinrich Häberlin, FDP)

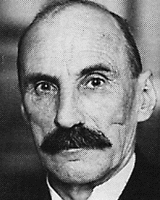
Heinrich Häberlin

Heinrich Häberlin (FDP) wurde am 12. Februar 1920 in den Bundesrat gewählt. Er war von 1920 bis 1934 Vorsteher des Justiz- und Polizeidepartements.
|                         | 1. Wahlgang |
| ----------------------- | ----------- |
| ausgeteilte Wahlzettel  | 232         |
| eingegangene Wahlzettel | 231         |
| leer/ungültig           | 23/1        |
| gültig Total            | 207         |
| absolutes Mehr          | 104         |
| Heinrich Häberlin       | 160         |
| Verschiedene            | 47          |

### Siebte Wahl (Ersatzwahl für Ernest Chuard, FDP)

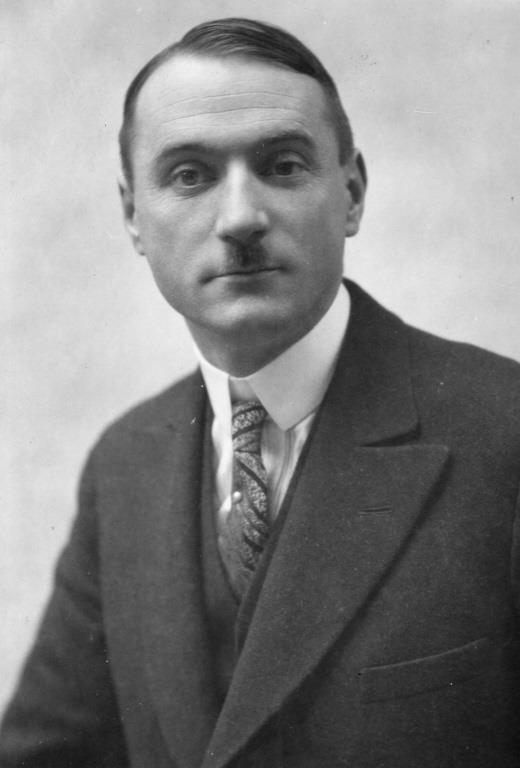
Bundesrat Marcel Pilet-Golaz, ca. 1929

Marcel Pilet-Golaz (FDP) wurde im 1. Wahlgang zum neuen Bundesrat gewählt. Er war 1929 Vorsteher des Departements des Innern, von 1930 bis 1940 Vorsteher des Post- und Eisenbahndepartements und von 1940 bis 1944 Vorsteher des Politischen Departements.
|                         | 1. Wahlgang |
| ----------------------- | ----------- |
| ausgeteilte Wahlzettel  | 234         |
| eingegangene Wahlzettel | 233         |
| leer/ungültig           | 9/0         |
| gültig Total            | 224         |
| absolutes Mehr          | 113         |
| Marcel Pilet-Golaz      | 151         |
| Paul Logoz              | 66          |
| Verschiedene            | 7           |

## Wahl des Bundeskanzlers

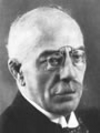
Robert Käslin

Der amtierende Bundeskanzler Robert Käslin (FDP) stellte sich zur Wiederwahl. Er wurde mit 195 Stimmen ins Amt gewählt.
|                         | 1. Wahlgang |
| ----------------------- | ----------- |
| ausgeteilte Wahlzettel  | 220         |
| eingegangene Wahlzettel | 213         |
| leer/ungültig           | 9/0         |
| gültig Total            | 204         |
| absolutes Mehr          | 103         |
| Robert Käslin           | 195         |
| Verschiedene            | 9           |

## Wahl des Bundespräsidenten
Robert Haab (FDP) wurde mit 178 Stimmen zum Bundespräsidenten für das Jahr 1929 gewählt.
|                         | 1. Wahlgang |
| ----------------------- | ----------- |
| ausgeteilte Wahlzettel  | 222         |
| eingegangene Wahlzettel | 217         |
| leer/ungültig           | 31/4        |
| gültig Total            | 182         |
| absolutes Mehr          | 92          |
| Robert Haab             | 178         |
| Verschiedene            | 4           |

## Wahl des Vizepräsidenten
Karl Scheurer (FDP) wurde mit 159 Stimmen zum Vizepräsidenten gewählt.
|                         | 1. Wahlgang |
| ----------------------- | ----------- |
| ausgeteilte Wahlzettel  | 216         |
| eingegangene Wahlzettel | 210         |
| leer/ungültig           | 35/2        |
| gültig Total            | 173         |
| absolutes Mehr          | 87          |
| Karl Scheurer           | 159         |
| Verschiedene            | 14          |